# Iodoforme
L’iodoforme ou triiodométhane était autrefois l’antiseptique par excellence et c’est cette odeur qui caractérisait les cabinets médicaux.
Les molécules qui renferment le groupe CH3-CO- ou CH3-CHOH- donnent, lorsqu’elles sont traitées par une solution alcaline de potassium iodé, un précipité jaune d’iodoforme (CHI3), dont l’odeur spéciale (un peu safranée) est caractéristique et tenace.

## Synthèse
Le premier rapport de préparation de l'iodoforme date de 1822 par Georges Serullas, et sa formule moléculaire a été identifiée par Jean-Baptiste Dumas en 1834. Elle a été synthétisée par réaction haloforme, réaction du diiode en milieu basique sur un des quatre types de composés suivants :
- une méthylcétone : CH3COR, où R est une chaîne organique ;
- l'acétaldéhyde (CH3CHO) ;
- l'éthanol (CH3CH2OH) ;
- et certains alcools secondaires, oxydables en méthylcétone (CH3CHROH, où R est un groupement alkyl ou aryl).

Cette réaction, appelée « test iodoforme », est utilisée pour la détection de méthylcétone par apparition d'un précipité jaune.